# Agaricus silvicola

Agaricus silvicola

Agaricus silvicola es una especie de hongo comestible, basidiomicetos de la familia Agaricaceae.

## Características
La forma del sombrero (Píleo) es convexo cuando joven y aplanado cuando está maduro, la superficie es seca y su color crema claro a amarillento (con la madurez).
Su carnosidad es blanca y su olor es parecido al del anís, miden hasta 10 centímetros  de diámetro, el tallo es de color blanquecino, tiene un anillo y puede medir hasta 4 centímetros de largo y tener 2 centímetros de espesor.

## Comestibilidad
Son comestibles, se encuentran en grupos o solitarios en los bosques de coníferas en Gran Bretaña, Europa y Estados Unidos, crecen en el otoño.